# Scleria venezuelensis
Scleria venezuelensis är en halvgräsart som beskrevs av Earl Lemley Core. Scleria venezuelensis ingår i släktet Scleria och familjen halvgräs. Inga underarter finns listade i Catalogue of Life.